# Lery Hannany
Lery Hannany (1º ottobre 1982) è un calciatore francese, centrocampista del Gourbeyrienne.

## Caratteristiche tecniche
Gioca come centrocampista.

## Carriera

### Club
Dopo aver giocato dal 2003 al 2006 per L'Etoile de Morne-à-l'Eau, passò al Racing Club de Basse-Terre nel 2006. Nel 2008 si è trasferito ai rivali cittadini del La Gauloise.

### Nazionale
Con la Guadalupa ha giocato 23 partite, partecipando alla CONCACAF Gold Cup 2007, competizione nella quale la selezione del Dipartimento d'Oltremare francese si classificò al terzo posto ex aequo con il Canada dopo aver perso per 1-0 contro il Messico il semifinale.